# 281 (numero)
Duecentottantuno (281) è il numero naturale dopo il 280 e prima del 282.

## Proprietà matematiche
- È un numero dispari.
- È un numero difettivo.
- È un numero primo (1 e il numero stesso sono i suoi unici divisori).
  - È un numero primo di Sophie Germain.
  - È un numero primo di Eisenstein.
- È la somma dei primi 14 numeri primi consecutivi (281=2+3+5+7+11+13+17+19+23+29+31+37+41+43).
- È parte delle terne pitagoriche (160, 231, 281), (281, 39480, 39481).

## Astronomia
- 281P/MOSS è una cometa periodica del sistema solare.
- 281 Lucretia è un asteroide della fascia principale del sistema solare.

## Astronautica
- Cosmos 281 è un satellite artificiale russo.